# 속초 조양동 유적
속초 조양동 유적(束草 朝陽洞 遺蹟)은 대한민국 강원특별자치도 속초시 조양동에 있는 청동기시대의 유적이다. 1992년 10월 10일에 사적 제376호로 지정되었다.

## 개요
동해안 청초호수 근처에 있는 청동기시대 유적으로 기원전 8세기경에 사람이 살았던 집터와 무덤들이다.
1992년 7채의 움집터와 고인돌무덤 2기를 조사하였다. 집터는 생토 풍화암반층을 40∼60cm 길이로 파내고 바닥에 고운 진흙을 얇게 깔아 만들었다. 규모는 동서로 긴 네모꼴로 크기는 약 23∼76m2 로 밝혀졌다. 이것으로 당시 사람들이 약 7∼23평 크기의 움집에서 살았다는 것을 알 수 있다.
출토 유물로는 많은 석기와 토기가 나왔다. 특히 고인돌에서 찾은 부채꼴 모양의 청동도끼(선형동부)는 함경남도 지역에서는 나온 적이 있으나, 강원도 동해안 지역에서는 처음 나와 이 지역 선사문화 연구에 큰 도움이 되고 있다.

## 발굴
1990년 한국토지개발공사는 속초시 조양동 일대 약 13만 평을 택지개발지구로 책정하고 이 일대에 대한 토지 형질 변경이 불가피하여 1991년 말에 지표조사를 강릉대학교박물관에 의뢰하였다. 강릉대학교박물관은 1992년 5월 중순부터 7월 말까지 약 70일간에 걸쳐 발굴 작업을 벌였다.
조양리 유적의 조사 결과 부채 모양의 청동 도끼와 같은 유물이 발굴되었고, 고인돌 2기와 당시 집터가 원형 그대로 잘 보존 되어 있는 것을 확인하여, 사적 제376호로 지정되었다. 발굴된 유물들은 속초시립박물관에서 전시하고 있다.
발굴된 유물과 유적은 다음과 같다.
- 집터 7기
  - 토기: 신석기시대의 빗살무늬토기조각, 겹아가리무늬 토기, 구멍무늬토기, 골아가리무늬토기, 붉은간토기, 굽손잡이그릇
  - 석기: 돌도끼, 돌검, 반달돌칼, 가락바퀴, 그물추, 화살촉 등
- 고인돌 2기
  - 부채모양 청동 도끼

### 집터
낮은 구릉의 꼭대기에 남향을 하여 움집을 지었다. 이렇게 마을을 형성하는 것은 대한민국 청동기 유적의 일반적인 양상이다.

### 토기
속초 조양리 유적에서는 많은 토기가 함께 출토되었다. 원래 대한민국 중부 동해안은 청동기 시기 남부 지방에서 일반적으로 사용한 민무늬 토기가 우세한 곳이다. 조양리 유적에서 나온 굽손잡이그릇은 우리나라 동북 지방 신석기 말기 유적인 함경북도 무산 호곡동 유물과 유사하다. 이런 모양의 토기가 남한 지역에서 출토 된 것은 조양리 유적이 최초이다. 이는 한반동 동북 지역과 중부 동해안 지역의 교류를 짐작할 수 있는 유물로 평가된다.

## 관리
유적지는 속초시에서 재현한 움집 모형 이외에 특별한 표식이 없으며 발굴하였던 집터도 5기만 복구하고 나머지 2기는 다시 매립하여 둔 상태이다. 2014년 주택 개발 사업자의 민원에 의해 주변 건물의 고도 제한이 완화되었다. 당시 문화재위원회 사적분과 5차회의는 고도 제한의 완화를 허용하면서 추가적인 조례의 변경이나 개발 추진시에는 문화재청과 협의할 것을 조건으로 하였다. 한편, 도시 개발 사업자들은 계속하여 유적지의 문화재 지정 폐지와 개발을 요구하고 있다.

## 참고 자료
위키미디어 공용에 속초 조양동 유적 관련 미디어 분류가 있습니다.
- 속초 조양동 유적 - 국가유산청 국가유산포털